# ゼリム・ツカエフ
ゼリム・ツカエフ（Zelim Tckaev 1999年5月2日- ）はアゼルバイジャンの柔道選手。ロシア出身。階級は81kg級。

## 経歴
最初はロシアの選手として、2016年のヨーロッパカデ73㎏級で優勝するなどしていたが、その後アゼルバイジャンに国籍を変更すると、2023年のグランドスラム・バクー81㎏級でIJFワールド柔道ツアー初優勝を飾った。2024年にはグランドスラム・バクーとグランドスラム・アブダビで優勝するも、パリオリンピックでは初戦で敗れた。2025年のグランドスラム・バクーで3連覇すると、世界選手権では準決勝でジョージアのタト・グリガラシビリに敗れるも3位になった。
IJF世界ランキングは4200ポイント獲得で6位(25/6/2現在)。

## 主な戦績
- 2016年 - ヨーロッパカデ　優勝(73㎏級)
- 2022年 - グランドスラム・アブダビ　3位
- 2023年 - グランドスラム・バクー　優勝
- 2023年 - グランドスラム・東京　3位
- 2024年 - グランドスラム・パリ　2位
- 2024年 - グランドスラム・バクー　優勝
- 2024年 - グランドスラム・アブダビ　優勝
- 2025年 - グランドスラム・バクー　優勝
- 2025年 - ヨーロッパ選手権　3位
- 2025年 - 世界選手権　3位

(出典、)